# Postrat

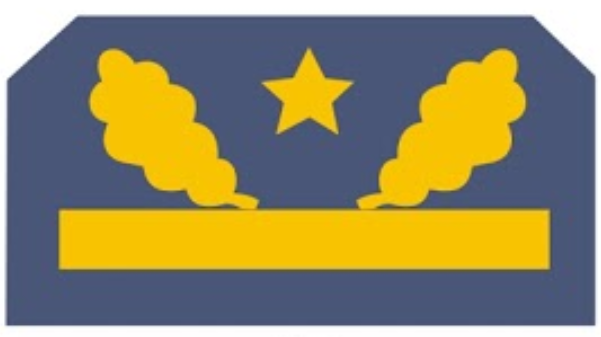
Dienstgradabzeichen: In goldfarben; Ein Streifen mit zwei Eichenlaubblättern und einem Stern (typischerweise auf einer dunkelblauen oder schwarzen Schulterklappe getragen).

Als Postrat wurde in Deutschland bis zur Postreform II ein Postbeamter des Eingangsamtes im höheren Dienst bezeichnet. Im Ruhestand darf die Bezeichnung Postrat a. D. getragen werden.

## Funktionen
Typische Aufgaben eines Postrats waren die Leitung eines Postamts, Abteilungsleitung in einem Hauptpostamt, oder die Lehrtätigkeit als Ausbilder in einer Postausbildungsstätte.

## Besoldung und Beförderung
Die Besoldung erfolgte dabei in der Besoldungsgruppe A 13. Nach ausreichender Qualifikation konnte ein Postrat zum Postoberrat befördert werden.